# 外交 (雑誌)
『外交』（がいこう）は、外務省が奇数の隔月に発行する、国内唯一の外交専門誌である。

## 概要
外務省は2010年3月まで、都市出版から発行されていた民間の外交専門月刊誌「外交フォーラム」を年間10万部以上購入し、配布していたが、民主党政権下の事業仕分けで無駄遣いと指摘を受けるなどし、買い上げを廃止した。それに伴い、都市出版は「外交フォーラム」を休刊とした。
その後、外務省は、国際情勢や外交に関する国内外の幅広い意見を紹介する専門誌の意義はあるとして、新たな外交専門誌の在り方を検討し、外務省自らが発行する雑誌として2010年9月に「外交」が創刊された。
「外交」の企画、編集、出版等の業務については、外務省が企画競争を実施し委託先を決めている。2019年までに、都市出版と時事通信出版局が年契約で委託を受けたことがある。紙面内容は、外務省から独立した、受託出版社の「外交」編集委員会が決定する。
2011年度には、都市出版が4011万円で受託し、年間2万7千冊が発行されている。
外務省のサイトでは、電子化された誌面の一部記事が公開されている。